# It WAS love
「it WAS love」（イット ワズ ラブ）は、1984年6月30日に発売されたチューリップ通算26枚目のシングル。

## 解説
1972年のデビュー以来12年間在籍していた東芝EMI（EXPRESS）からプロデューサーの新田和長が新たに設立したファンハウスへ移籍後、最初のシングルである。
既にバンドとしてのまとまりを失いつつあった頃であり、財津は「ヒットしたら儲けもの」と考えていた。タイトルの「WAS」だけ大文字にしたのも、何か変化をつけようとしただけだったと後年語っている。
一方で、ジャケットの歌詞カード面には、ライブイベント「チューリップ・ランド・イン・芦ノ湖 8.11パゴダ」を始め、ツアーや新アルバムの告知などがなされている。
また、ライブ演奏は「チューリップ・ランド・イン・芦ノ湖 8.11パゴダ」での一回のみである（ライブ盤の『8.11 PAGODA』にはアルバム・ビデオ版共に未収録）。
A・B両面共にアルバム未収録の上、CD化が極端に少ない。特にB面はシングル曲を集めた2007年の限定盤ボックス・セット『The Complete Single Box これこそが「TULIP ポップ」だ!』や非公式のベスト・アルバム『チューリップ CD&DVD BEST』以外でCD化されておらず、両ベスト共に既に廃盤となっている。A面は『TULIP 40〜すべてのシングル40曲 デビュー40周年を記念して〜』で入手可能である。
チューリップのオリジナルのシングル曲は本曲が最後となり、本曲以降1989年の解散までは全てアルバムからのシングルカットおよびリカットのみとなる（リメイクでは『セプテンバー1987』がある）。

## 収録曲
全曲作詞・作曲：財津和夫　編曲：チューリップ
1. it WAS love
2. フィジカル・ソング 
A面曲がイベントでの1回のみの演奏であるのに対し、こちらはこの年の秋からのツアー（Live act TULIP「Out Of Our Time」）でオープニングを飾った（その後、演奏はなし）。